# Lijst van Tunesische autosnelwegen

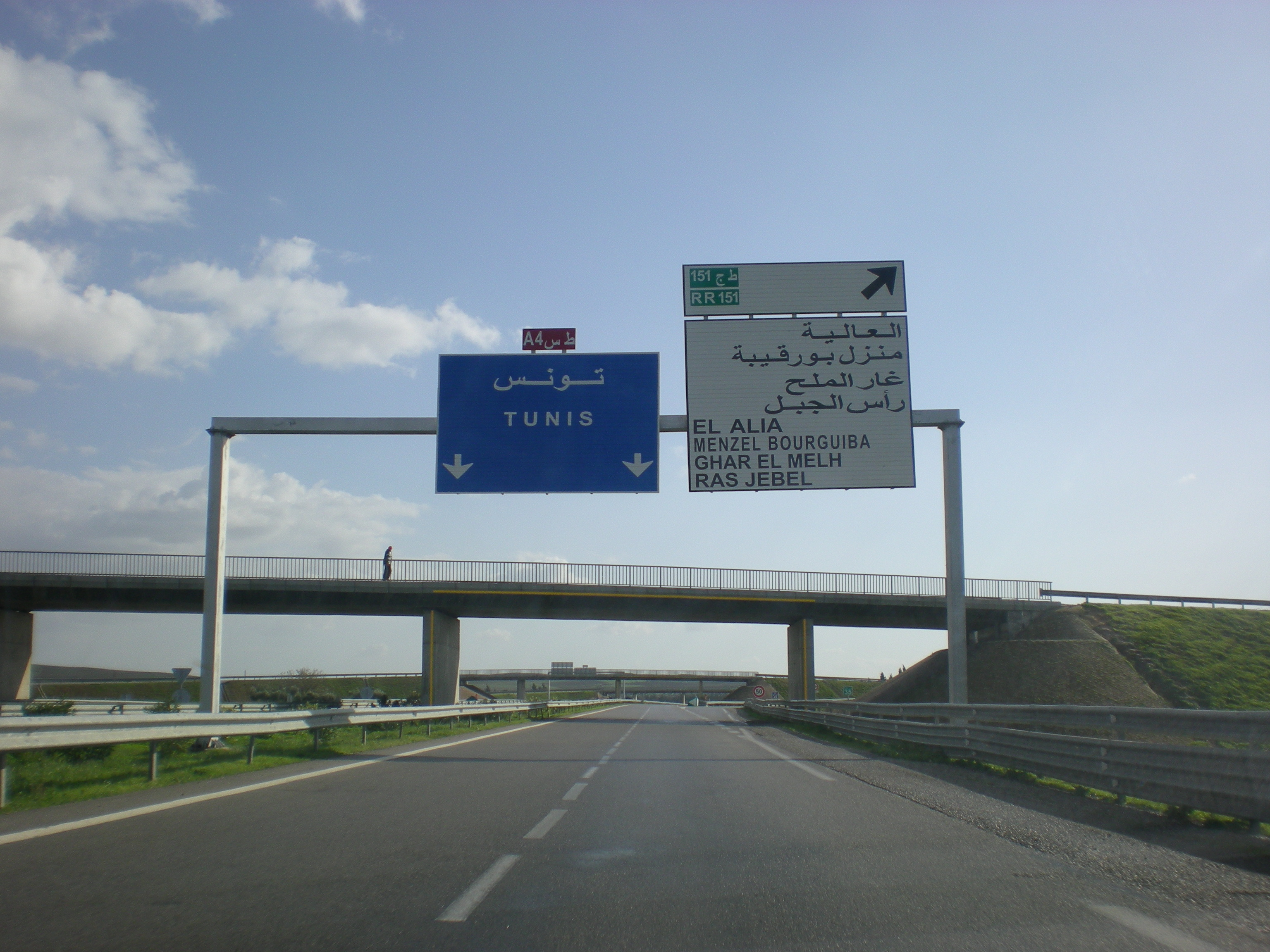
De A4

Hieronder volgt een lijst van autosnelwegen in Tunesië.
| Schild | Nummer of naam | Route              | Lengte           |
| ------ | -------------- | ------------------ | ---------------- |
|        | A1             | Tunis-Ben Guerdane | 659 km           |
|        | A2             | Tunis-Gafsa        | gepland (386 km) |
|        | A3             | Tunis-Bou Salem    | 121 km           |
|        | A4             | Tunis-Bizerte      | 51 km            |

A1 ·
A2 ·
A3 ·
A4